# Třída Trafalgar
Třída Trafalgar je třída útočných jaderných ponorek britského královského námořnictva. Celkem bylo postaveno sedm jednotek této třídy. Vyvinuty byly za studené války. Do služby byly zařazeny v letech 1983–1991. Jejich hlavní základnou byl HMNB Devonport. Ve službě je postupně nahradily jaderné ponorky třídy Astute. Roku 2017 zůstaly ve službě tři ponorky třídy Trafalgar a roku 2025 byla jako poslední vyřazena ponorka HMS Triumph. Stalo se tak po 34leté službě, takže Triumph byla v provozu nejdéle ze všech ponorek své třídy.

## Stavba
Celkem bylo loděnicí Vickers Shipbuilding and Engineering v Barrow-in-Furness postaveno sedm jednotek této třídy. Do služby byly zařazeny v letech 1983–1991.
Jednotky třídy Trafalgar:
| Jméno                | Založení kýlu | Spuštěna          | Vstup do služby | Status                     |
| -------------------- | ------------- | ----------------- | --------------- | -------------------------- |
| HMS Trafalgar (S107) | 1979          | 1. července 1981  | 27. května 1983 | vyřazena 4. prosince 2009  |
| HMS Turbulent (S87)  | 1980          | 1. prosince 1982  | 28. dubna 1984  | vyřazena 14. července 2012 |
| HMS Tireless (S88)   | 1981          | 13. července 1984 | 5. října 1985   | vyřazena 19. června 2014   |
| HMS Torbay (S90)     | 1982          | 8. března 1985    | 7. února 1987   | vyřazena 14. července 2017 |
| HMS Trenchant (S91)  | 1985          | 4. listopadu 1986 | 14. ledna 1989  | vyřazena 20. května 2022   |
| HMS Talent (S92)     | 1986          | 14. dubna 1988    | 28. května 1990 | vyřazena 20. května 2022   |
| HMS Triumph (S93)    | 1987          | 16. února 1991    | 12. října 1991  | vyřazena 18. července 2025 |

## Konstrukce

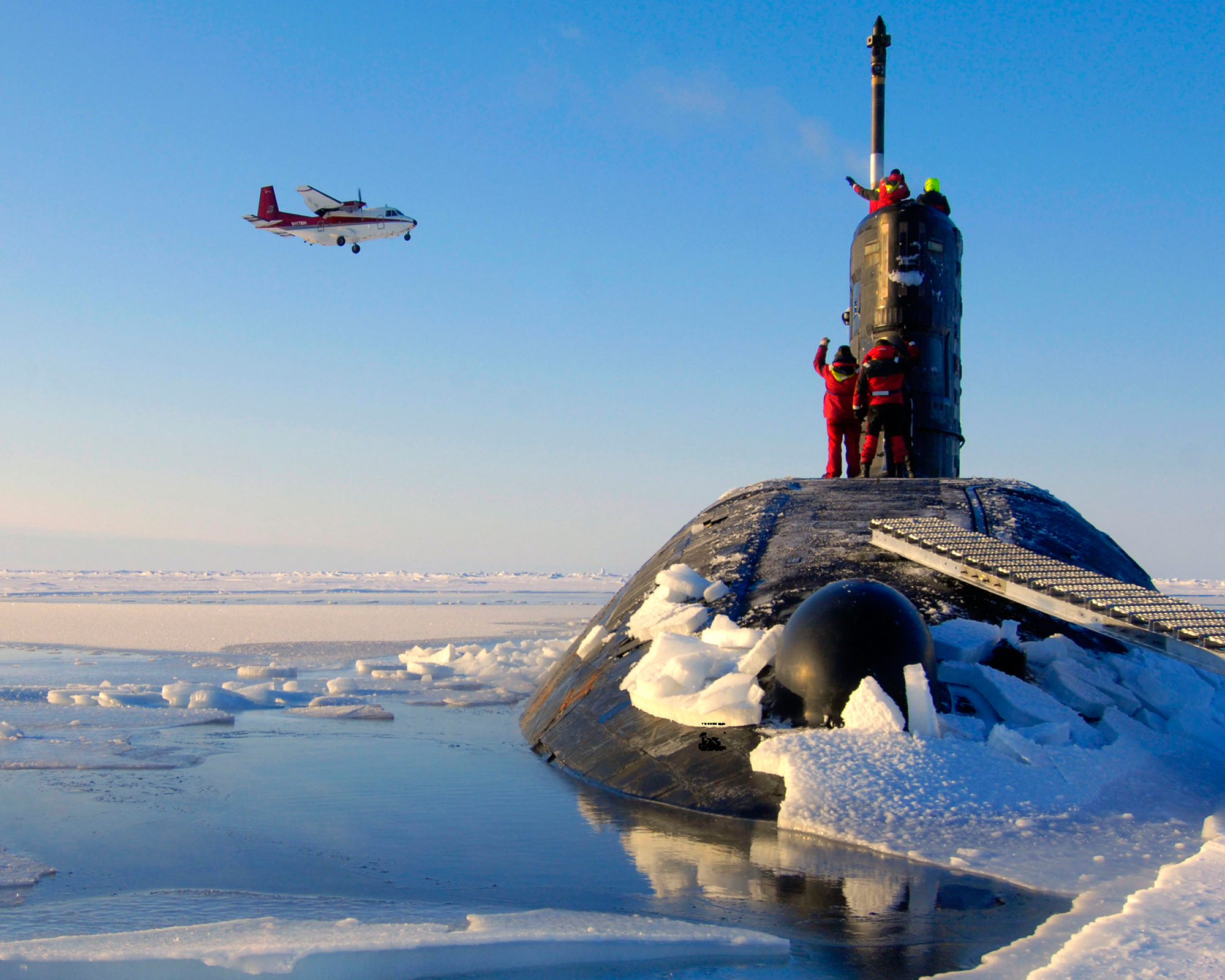
Ponorka HMS Tireless (S88) vynořená v oblasti Severního pólu

Konstrukce třídy Trafalgar je vylepšením předchozí třídy Swiftsure. Trup ponorek byl o 2,5 metru prodloužen, nový je reaktor a sonar. Výzbroj tvoří pět 533mm torpédometů, ze kterých jsou odpalována torpéda a řízené střely (až třicet kusů). Jedná se o britská těžká torpéda typu Spearfish. Ta mají dosah až 65 km, rychlost 60 uzlů a jsou účinná jak proti lodím, tak proti ponorkám. K ničení pozemních cílů jsou neseny střely s plochou dráhou letu Tomahawk Block IV. Pohonný systém tvoří jaderný reaktor Rolls-Royce PWR 1 a dvě turbíny General Electric. Pohání tichý pohon typu pump-jet. Nejvyšší rychlost je 20 uzlů na hladině a 32 uzlů pod hladinou. Maximální hloubka ponoru je 600 metrů.

### Modernizace

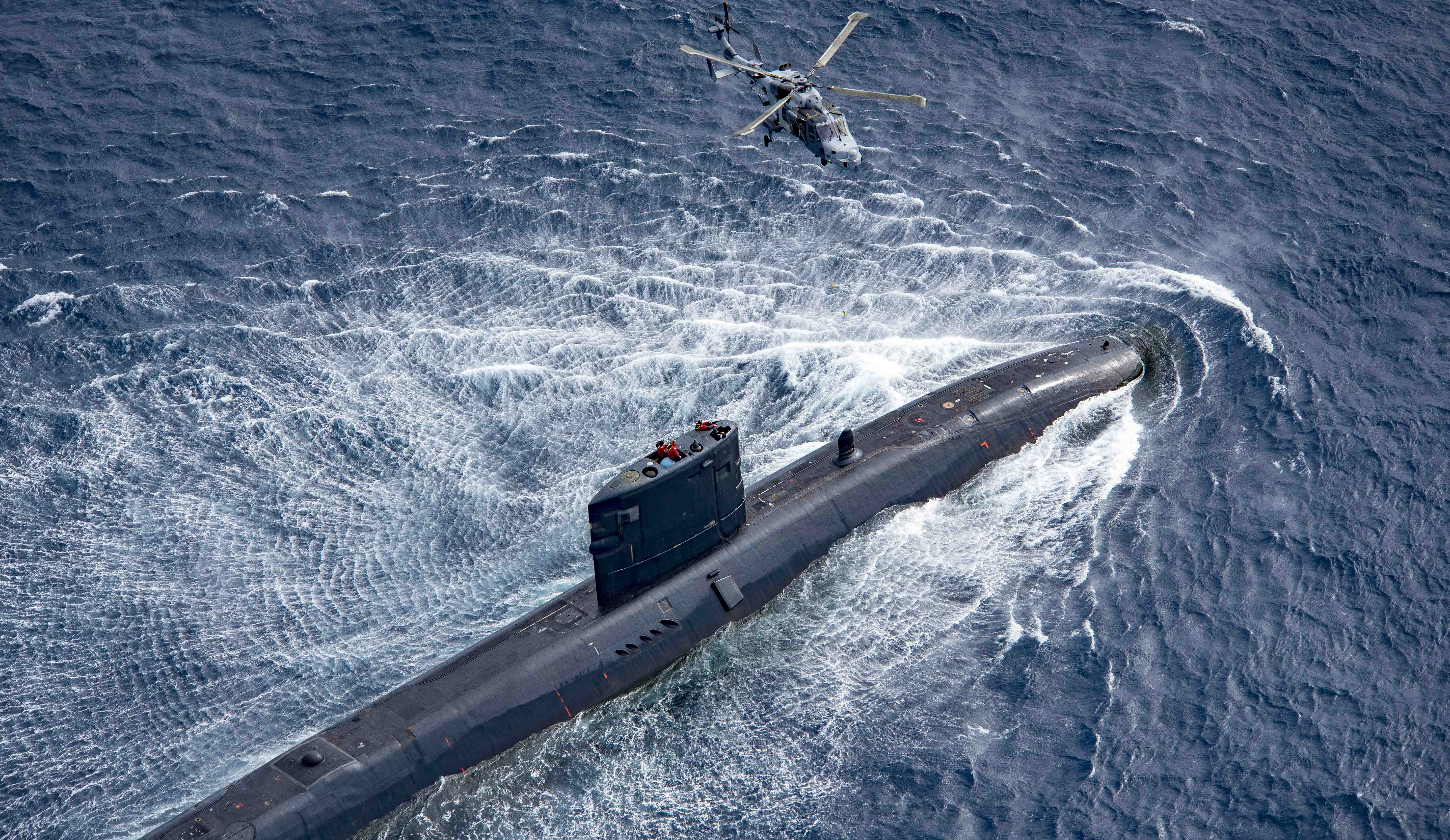
Ponorka HMS Trenchant (S91) s vrtulníkem Leonardo AW159 Wildcat

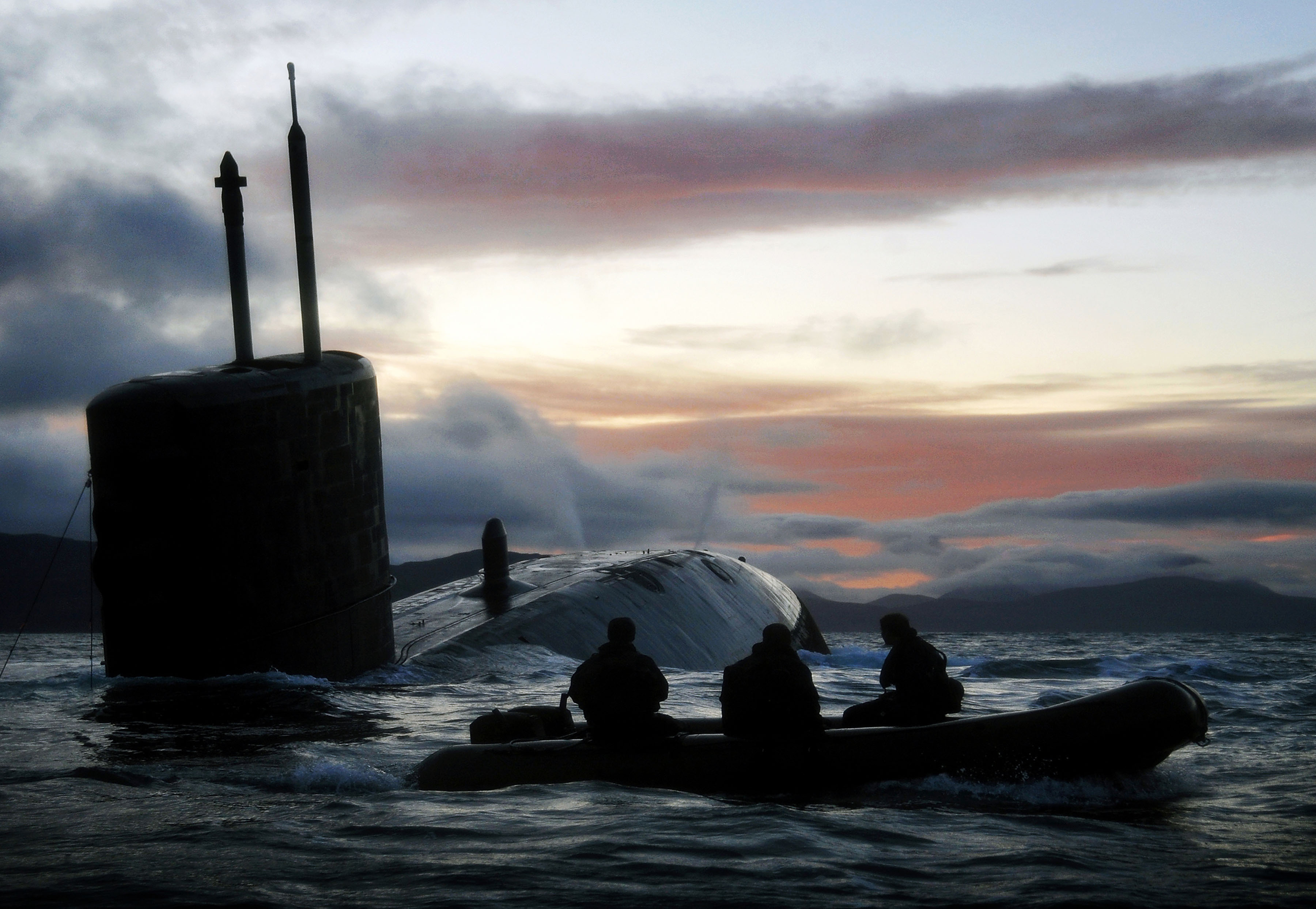
Ponorka HMS Talent (S92) během cvičení ve Skotsku v roce 2009

Čtyři ponorky byly vybaveny modernějším sonarem Typu 2076, který mají i ponorky následné třídy Astute.

## Služba
Mezi hlavní úkoly ponorek třídy Trafalgar za studené války patřila ochrana britských raketonosných ponorek třídy Vanguard a sběr zpravodajských informací. Řada operací zůstala utajena. Po skončení studené války byly mimo jiné využívány k úderům na pozemní cíle pomocí střel Tomahawk TLAM. Pro své operace je rovněž využívaly britské speciální jednotky.
Roku 1993 ponorka Triumph absolvovala ponořená celou 41 000 námořních mil dlouhou plavbu do Austrálie. Tehdy to byla nejdelší plavba britské jaderné ponorky.
V roce 2001 ponorka Trafalgar vypustila při operaci Veritas protizemní střely Tomahawk TLAM proti cílům v Afghánistánu. Bylo to první bojové nasazení těchto střel z ponorky této třídy. Střely Tomahawk TLAM v rámci této operace později vypustila i ponorka Triumph.
Roku 2003 se ponorka Turbulent zapojila do operace Telic, tedy britské účsti na invazi do Iráku. Vypustila třicet střel Tomahawk TLAM a při návratu na základnu vyvěsila Jolly Roger.
Roku 2007 došlo k nejzávažnějšímu incidentu na ponorkách této třídy. Během arktické patroly zemřely dvě osoby ze zbraňové obsluhy při výbuchu na ponorce Tireless.
V březnu 2011 se ponorka Triumph účastnila vojenské akce na prosazení rezoluce OSN č. 1973/2011 za povstání v Libyi (operace Ellamy). Přitom vypustila své střely Tomahawk TLAM proti cílům v Libyi. Při návratu do Devonportu 3. dubna ponorka vyvěsila Jolly Roger se šesti Tomahawky na znamení bojového nasazení a úspěchů. Další střely Tomahawk TLAM na libyjské cíle ponorka Triumph vypustila v červnu 2011. Do úderů na Libyi se zapojila i ponorka Trafalgar.
HMS Tireless se v březnu 2014 v Indickém oceánu zapojila do pátrání po ztraceném dopravním letadlu Boeing 777 letu Malaysia Airlines 370. Mimo ni britské námořnictvo do oblasti vyslalo ještě výzkumnou loď HMS Echo (H87).
Vyřazování této třídy začalo roku 2009, kdy službu opustila ponorka Trafalgar. Jako poslední byla 21. července 2025 slavnostně vyřazena ponorka Triumph. Ceremoniál proběhl na základně HMNB Devonport za přítomnosti posádek ponorek Triumph a Talent.